# Station Włynkowo
Station Włynkowo was een spoorwegstation in de Poolse plaats Włynkowo.